# Nova Rússia
|  | Aquest article tracta sobre la regió històrica. Vegeu-ne altres significats a «Nova Rússia (confederació)». |

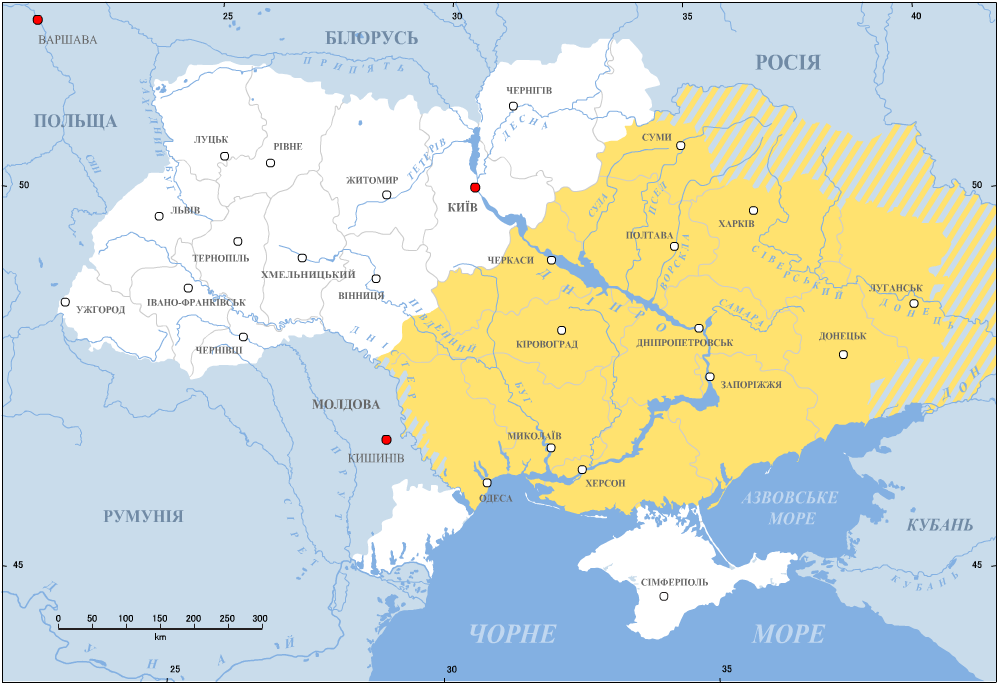
Mapa dels "Camps Deserts" el, on es va crear la "Nova Rússia".

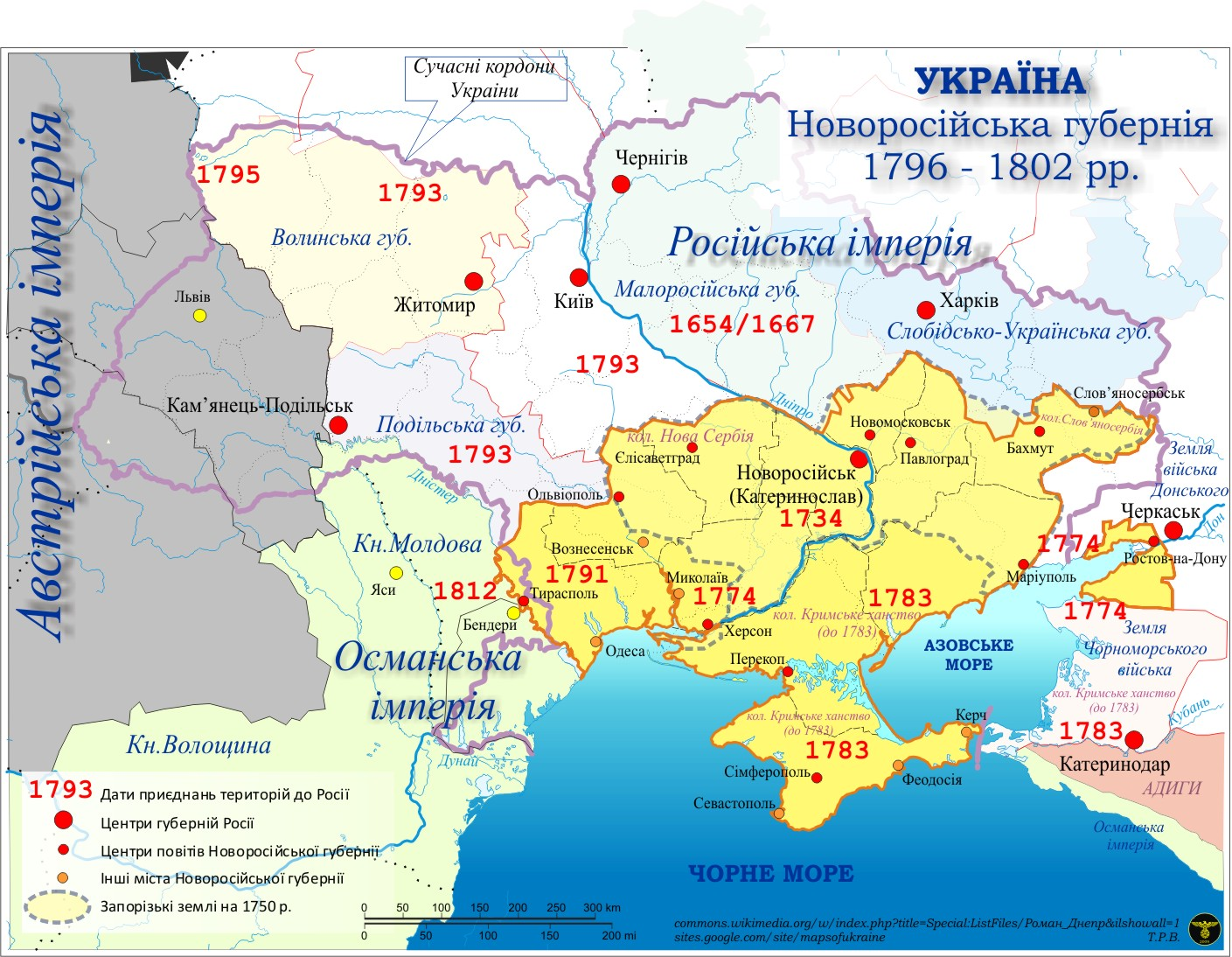
La Governació de Novorossiysk, de l'Imperi Rus. La capital era Dnipropetrovsk, que es va dir durant un temps "Novorossisk".

La Nova Rússia (en rus, Новороссия) fou una sotsdivisió territorial de l'Imperi Rus situada al voltant del Mar d'Azov i al llarg de la costa del mar Negre, comprenent la península de Crimea, la regió d'Odessa, les estepes del sud de Rússia i la part oriental de la Ucraïna actual (les actuals oblasts de Donetsk, Dniepropetrovsk, Mikolaiv, Kherson, Kirovohrad, etc.), així com el sud de la Transnístria (antic Jedisan), a Moldàvia.

## Història

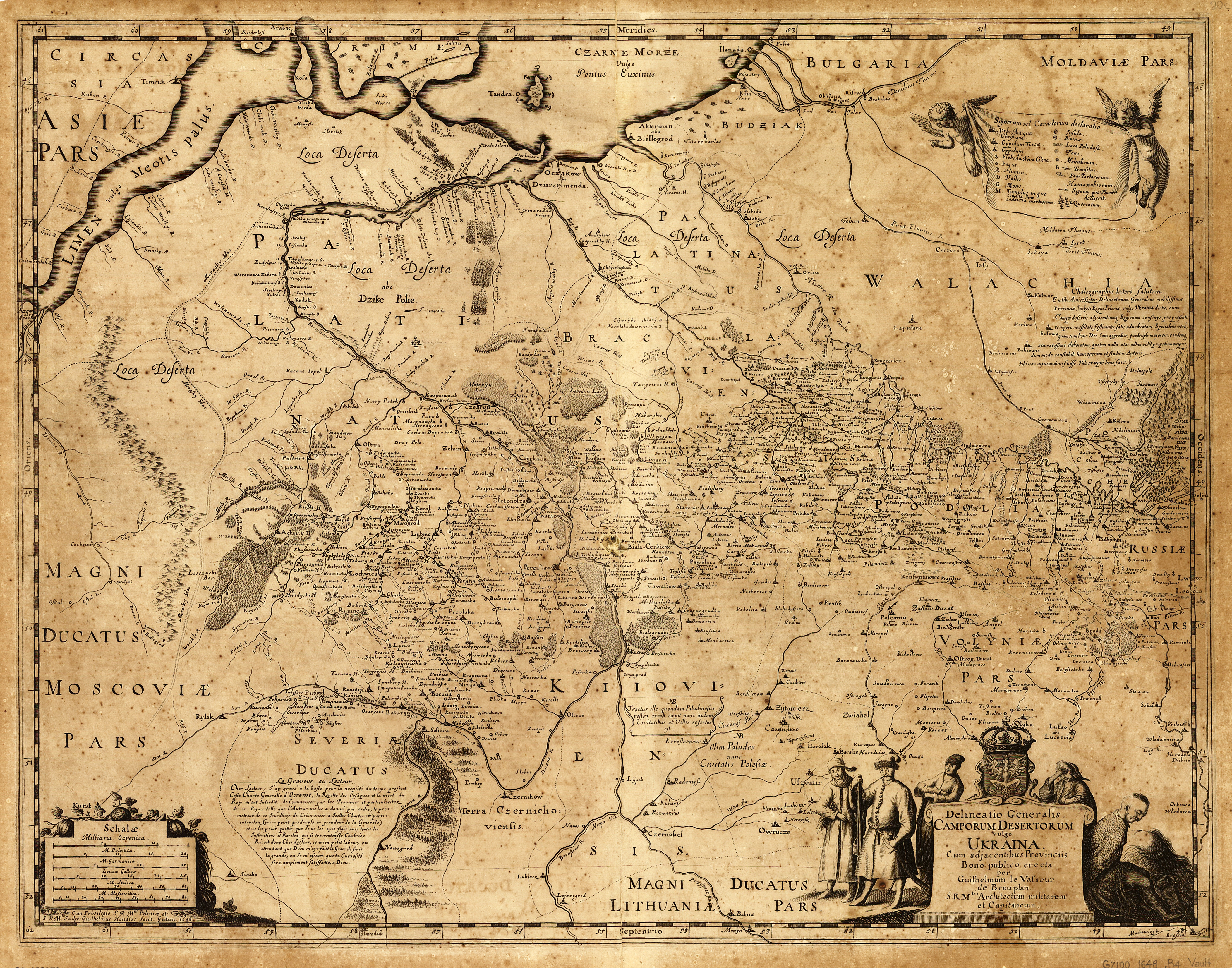
Ucraïna el 1648 (el sud és a dalt) amb una àmplia franja de loca deserta, expressió llatina que indica les àrees devastades per la guerra que després serien repoblades principalment pels russos.

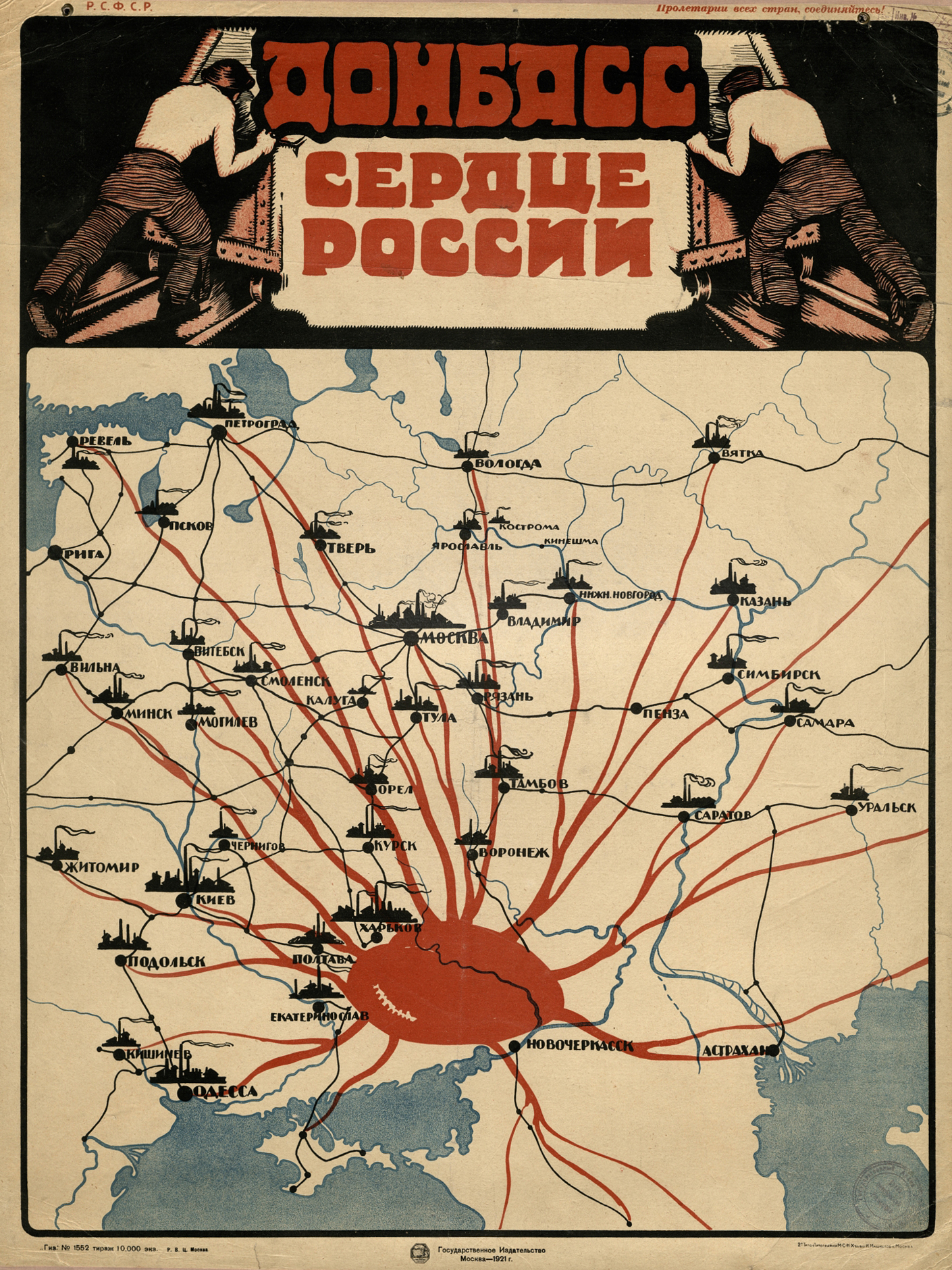
Cartell del 1921 que diu: "El Donbass és el cor de Rússia".

Al segle xviii l'Imperi Rus es va apoderar de territoris que havien format part, des dels segles xv i xvi, de l'Imperi Otomà o del Kanat de Crimea (i abans, des del segle xiii, pertanyien als tàtars de l'Horda d'or). La major part d'aquests territoris eren grans estepes poblades per tribus nòmades de nogais. A la costa hi havia petits ports de pesca i pobles habitats per descendents de grecs pòntics. El grup majoritari eren els tàtars de Crimea, mentre que a Bessaràbia, annexada al principi del segle xix, ho eren els moldaus.

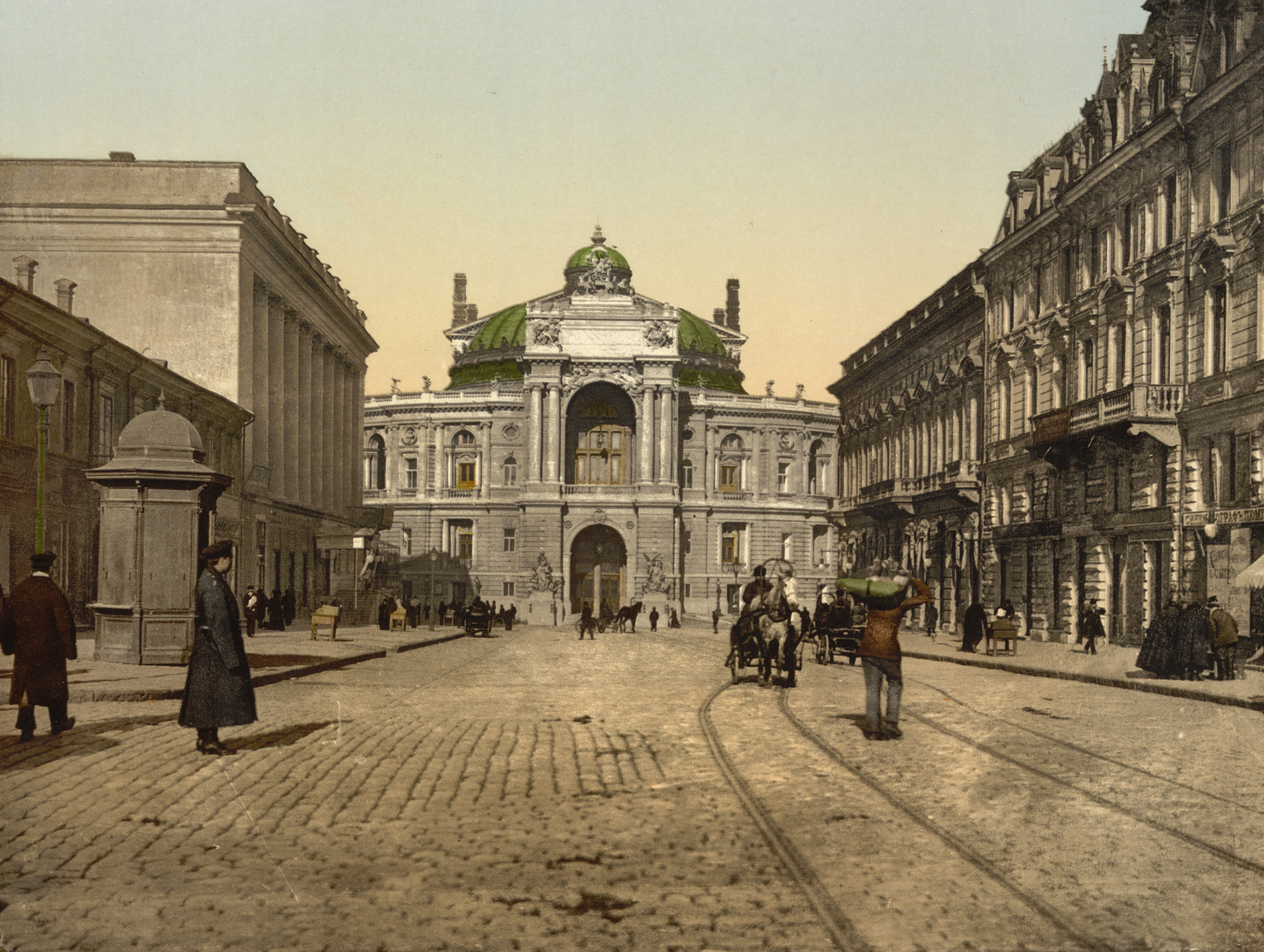
El carrer de Richelieu, a Odessa.

Al segle xviii es va produir una colonització massiva d'eslaus (russos i rutens) organitzada pel príncep Potemkin. Tenia la intenció de fer-ne una Nova Grècia, i Ekaterinoslav hauria estat la tercera ciutat de l'Imperi. Per això moltes ciutats fundades en aquella època recuperaven els noms de les antigues colònies gregues de la mar Negra, o bé rebien noms d'inspiració grega (Odessa, Tiraspol, Nikopol, Quersonès, Feodòssia, Ievpatòria, Sebastòpol, Simferòpol, Melitòpol, Stàvropol…), mentre que es multiplicaven els treballs arqueològics. Aquestes noves ciutats atreien una multitud bigarrada i cosmopolita d'artesans, comerciants, mariners i obrers, com Odessa (amb una forta minoria jueva), construïda i administrada per un català, Josep de Ribas, o bé Novorossisk, Mikolaiv, Khersonès. Sebastòpol va esdevenir l'arsenal de la flota russa de la mar Negra.
A més dels colons eslaus (procedents majoritàriament de la Petita Rússia, l'actual Ucraïna), l'Imperi Rus hi va establir un gran nombre d'alemanys de la Mar Negra, així com armenis, búlgars, serbis i grecs pòntics que fugien de l'Imperi Otomà; moldaus de Bessaràbia es desplaçaren en cerca de bones terres, i jueus arribats de Polònia i d'Alemanya s'hi van afegir. Els jueus van crear els shtetls, colònies agrícoles que retrata la pel·lícula El violinista a la teulada.

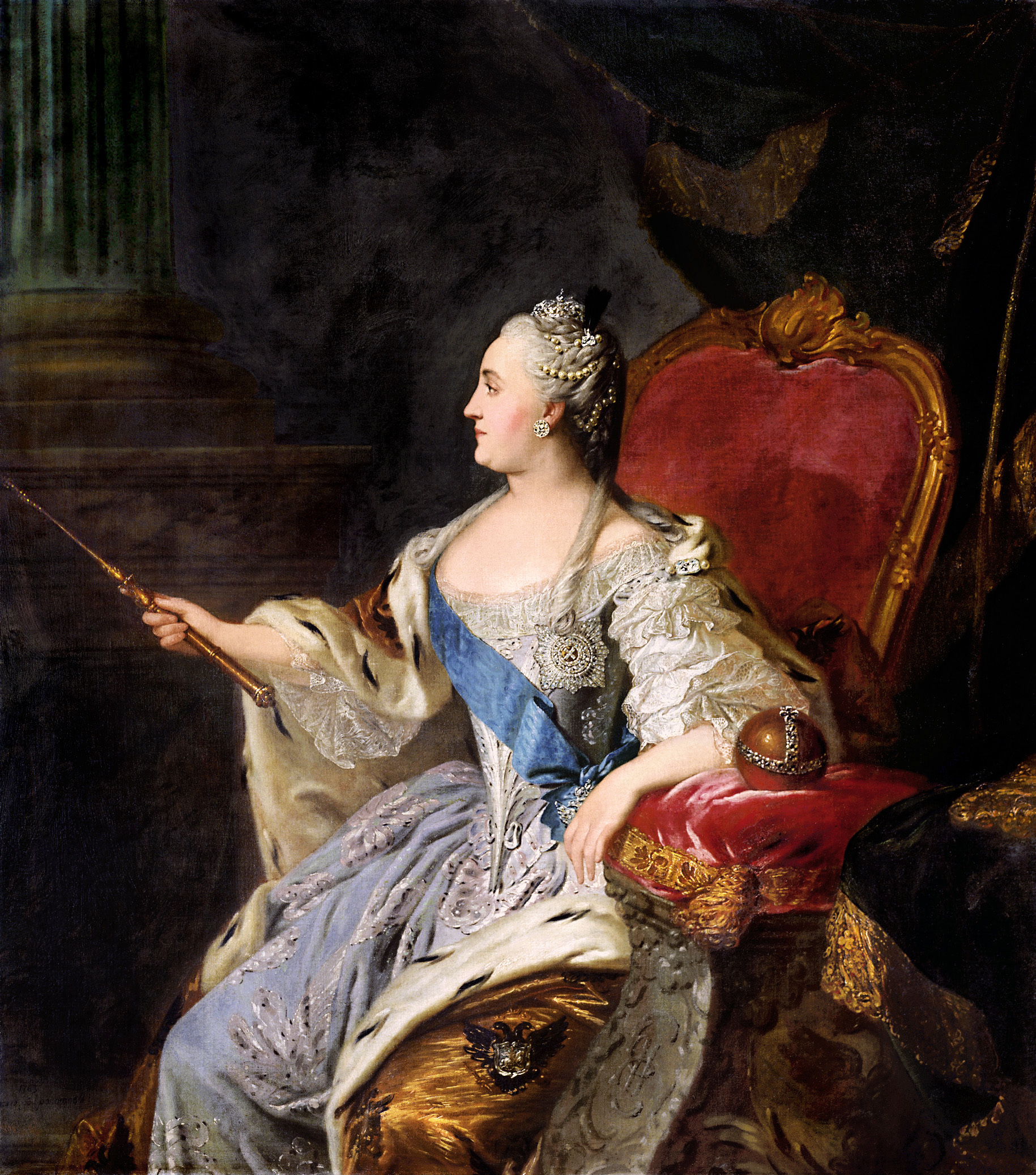
Caterina II de Rússia, retratada per Rokotov.

L'administració d'aquest territori fou confiada a governadors nomenats primer per l'emperadriu Caterina la Gran (1764-1775) i després per l'emperador Pau I (1796-1802), fins que fou dividit en tres governacions o províncies: Mikolaiv, Iekaterinoslav (avui Dniepropetrovsk) i la Tàurida (que incloïa Crimea i els territoris del sud de Rússia i de les costes occidentals del mar d'Azov). La capital era Krementxuk (Potlava), i després Iekaterinoslav.
El 1803, la governació de Mikolaiv fou rebatejada amb el nom de Quersonès.
Aquestes sotsdivisions administratives van estar vigents fins al 1921, ja que el 1922 la major part del territori de la Nova Rússia fou incorporada per decisió dels dirigents soviètics a la nova RSS d'Ucraïna.
La Nova Rússia prosperà fins a l'any 1914, però després fou devastada durant 28 anys per la Primera Guerra Mundial, la Guerra Civil Russa, la col·lectivització, el genocidi del Holodomor, la Segona Guerra Mundial i les deportacions: va perdre molta població, i el 1948 algunes minories gairebé havien desaparegut (jueus, alemanys de la Mar Negra, grecs pòntics, moldaus, gitanos, tàtars de Crimea). Després de 1945 es va reprendre el creixement demogràfic (que va ser superior al de la resta de l'URSS) i la regió va rebre nombrosos immigrants vinguts de totes les regions de l'URSS, en correlació amb el desenvolupament industrial.

## Recuperació del nom del país

Províncies sota control de Nova Rússia
Províncies reclamades per Nova Rússia
Crimea, annexada a Rússia

Actualment encara es parla, col·loquialment, de la Nova Rússia, però per referir-se al sud de la Rússia europea, que abasta des del sud del riu Don als confins del Caucas (l'antiga Circàssia), passant per les regions de Krasnodar i Stàvropol. Centrant-nos en el territori ucraïnès, els dissidents pro-russos també parlen de "Nova Rússia" per definir les regions del sud i de l'est d'Ucraïna. De fet, l'abril del 2014, el líder rus Vladímir Putin es referí al sud d'Ucraïna com la "Nova Rússia", cosa que han destacat alguns mitjans informatius. El ministre polonès de defensa Tomasz Siemoniak es mostrà preocupat perquè Putin podria estar perseguint una nova doctrina de recreació de la Unió Soviètica com a "Nova Rússia".
La definició de Putin del concepte de "Nova Rússia", però, no és del tot acurada històricament, ja que xoca amb la definició històrica del territori: sembla que inclou les ciutats de Khàrkiv i Luhansk en la seva definició de Novorossiia, tot i que mai no en van formar part. Fins i tot va expressar que «tan sols Déu sap» perquè la Nova Rússia havia estat incorporada a la nova RSS d'Ucraïna el 1922.

## Cens de 1862
| Governacions   | Població en milions | % russos | % ucraïnesos | % jueus | % alemanys | % grecs | % tàtars | % moldaus | % búlgars |
| -------------- | ------------------- | -------- | ------------ | ------- | ---------- | ------- | -------- | --------- | --------- |
| Bessaràbia     | 1,9                 | 6        | 4            | 7       | 4          | 1       | 0        | 73        | 5         |
| Iekaterinoslav | 1,8                 | 16,1     | 68,2         | 4,7     | 3,8        | 2,3     | 0,8      | 0,9       | 0,8       |
| Kuban          | 1,9                 | 43       | 47           | 0       | 0          | 0       | 0        | 0         | 0         |
| Stàvropol      | 0,9                 | 55       | 37           | 0       | 0          | 0       | 0        | 0         | 0         |
| Tàurida        | 1,4                 | 28,7     | 39           | 10,9    | 3,3        | 1,3     | 10,6     | 3,2       | 3         |
| Khersonès      | 2,9                 | 7,4      | 60,4         | 7       | 4          | 8,6     | 2,6      | 9         | 1         |
| Mar Negra      | 0,06                | 43       | 16           | 0       | 0          | 10      | 0        | 0         | 0         |